# Ezrina
L'ezrina, anche chiamata citovillina o villina 2 è una proteina codificata negli esseri umani dal gene EZR.
Questa proteina di membrana è un substrato per le protein-tirosin chinasi presente a livello dei microvilli. In quanto membro della famiglia delle proteine ERM, essa funge da intermedio tra la membrana plasmatica e l'actina, rivestendo un ruolo chiave nell'adesione, nella migrazione e nell'organizzazione delle cellule alle strutture di superficie.